# Gianluca Capitano
Gianluca Capitano (Chieti, 4 de agosto de 1971) é um desportista italiano que competiu no ciclismo na modalidade de pista, especialista na prova de tandem.
Ganhou duas medalhas de ouro no Campeonato Mundial de Ciclismo em Pista, nos anos 1990 e 1992.

## Medalheiro internacional
| Campeonato Mundial | Campeonato Mundial  | Campeonato Mundial | Campeonato Mundial |
| Ano                | Lugar               | Medalha            | Competição         |
| ------------------ | ------------------- | ------------------ | ------------------ |
| 1990               | Maebashi ( Japão)   | Medalha de ouro    | Tandem (A)         |
| 1992               | Valência ( Espanha) | Medalha de ouro    | Tandem (A)         |